# Odysséas Angelís
Pour les articles homonymes, voir Angelis.
Odysséas Angelís (en grec Οδυσσέας Αγγελής), né le 3 février 1912 et décédé le 22 mars 1987, est un homme politique grec. Il fait partie du coup d’État de 1967. Il est vice-président de la Grèce de 16 août à 25 novembre 1973.
Il est responsable du décret interdisant les œuvres de Míkis Theodorákis.
Il se suicide dans sa cellule de la prison de Korydallós, en 1987.